# Молокановский
Молокановский (также Молоканский) — хутор в Октябрьском районе Волгоградской области России, в составе Ильменского сельского поселения.

## История
Дата основания не установлена. Хутор впервые обозначен на карте 1812 года. Согласно "Списку населённых мест Земли Войска Донского" в 1859 году в хуторе проживало 101 душа мужского и 104 женского пола. Хутор относился к юрту станицы Кобылянской Второго Донского округа области войска Донского. К 1915 году в хуторе имелось 115 дворов, проживало 320 душ мужского и 313 женского пола.
В 1920 году, как и другие населённые пункты Второго Донского округа, хутор включён в состав Царицынской губернии. Хутор являлся административным центром Молокановского сельсовета. В 1928 году хутор включён в состав Нижне-Чирского района Сталинградского округа (округ упразднён в 1930 год) Нижневолжского края (с 1934 года - Сталинградского края, с 1936 года - Сталинградской области) В 1951 году в связи с ликвидацией Нижне-Чирского района передан в состав Ворошиловского района Сталинградской области (Октябрьского района Волгоградской области). В июне 1954 года Молокановский сельсовет ликвидирован, хутор включён в состав Ильменского сельсовета.

## География
Хутор расположен на западе Октябрьского района в пределах западной покатости Ергенинской возвышенности, относящейся к Восточно-Европейской равнине. Первоначально хутор располагался западнее современного места положения примерно в 1,5 км от левого берега реки Дон, на первой надпойменной террасе. В настоящее время хутор находится на южном берегу одного из заливов Цимлянского водохранилища, образовавшегося в нижней части балки Киберева, на высоте около 40 метров над уровнем моря. Рельеф местности равнинный, берег водохранилища обрывистый, местами изрезан оврагами. Почвенный покров комплексный: распространены каштановые солонцеватые и солончаковые почвы и солонцы (автоморфные).
По автомобильным дорогам расстояние до областного центра города Волгограда (до центра города) составляет 210 км, до районного центра посёлка Октябрьский - 74 км, до административного центра сельского поселения хутора Ильмень-Суворовский - 4,5 км, до ближайшего города Котельниково - 74 км.
Часовой пояс
Молокановский, как и вся Волгоградская область, находится в часовой зоне МСК (московское время). Смещение применяемого времени относительно UTC составляет +3:00.

## Население
Динамика численности населения по годам:
| 2002 |
| ---- |
| 225  |

| 1859 | 1873 | 1897 | 1915 | 2010 |
| ---- | ---- | ---- | ---- | ---- |
| 205  | ↗394 | ↗548 | ↗633 | ↘113 |